# Mae Jemison
Pour les articles homonymes, voir Jemison.
Mae Carol Jemison, née le 17 octobre 1956 à Decatur (Alabama, États-Unis), est une ingénieure, médecin, professeure et une astronaute américaine de la National Aeronautics and Space Administration (NASA). Elle est notamment connue pour être la première femme afro-américaine à aller dans l'espace en tant que spécialiste de mission à bord de la navette spatiale Endeavour.  Mae Jemison rejoint la NASA après sa sélection dans le groupe d'astronautes 12 en 1987 et est choisie pour participer à la mission STS-47, durant laquelle elle tourne autour de la Terre pendant huit jours du 12 au 20 septembre 1992. 
Née en Alabama et élevée à Chicago, Mae Jemison est diplômée en génie chimique et en africanisme et African-American studies à l'université Stanford. Elle obtient ensuite son diplôme de médecin au Weill Medical College, un établissement rattaché à l'université Cornell. Elle est médecin pour le Corps de la paix au Liberia et en Sierra Leone de 1983 à 1985 puis en tant que médecin généraliste. Afin de devenir astronaute, elle postule à la NASA.
Mae Jemison quitte la NASA en 1993 pour créer une entreprise de recherches technologiques. Elle crée plus tard une fondation éducative et, via cette fondation, devient la directrice du projet 100 Year Starship (en) financé par la Defense Advanced Research Projects Agency (DARPA). Elle a écrit des livres pour enfants et elle est apparue plusieurs fois à la télévision, notamment dans un épisode de Star Trek : La Nouvelle Génération, en 1993. Elle a plusieurs doctorats honorifiques et a été admise au musée consacré aux femmes américaines illustres du National Women's Hall of Fame et à l'International Space Hall of Fame du musée de l'histoire spatiale du Nouveau-Mexique.

## Biographie

### Famille, enfance et études

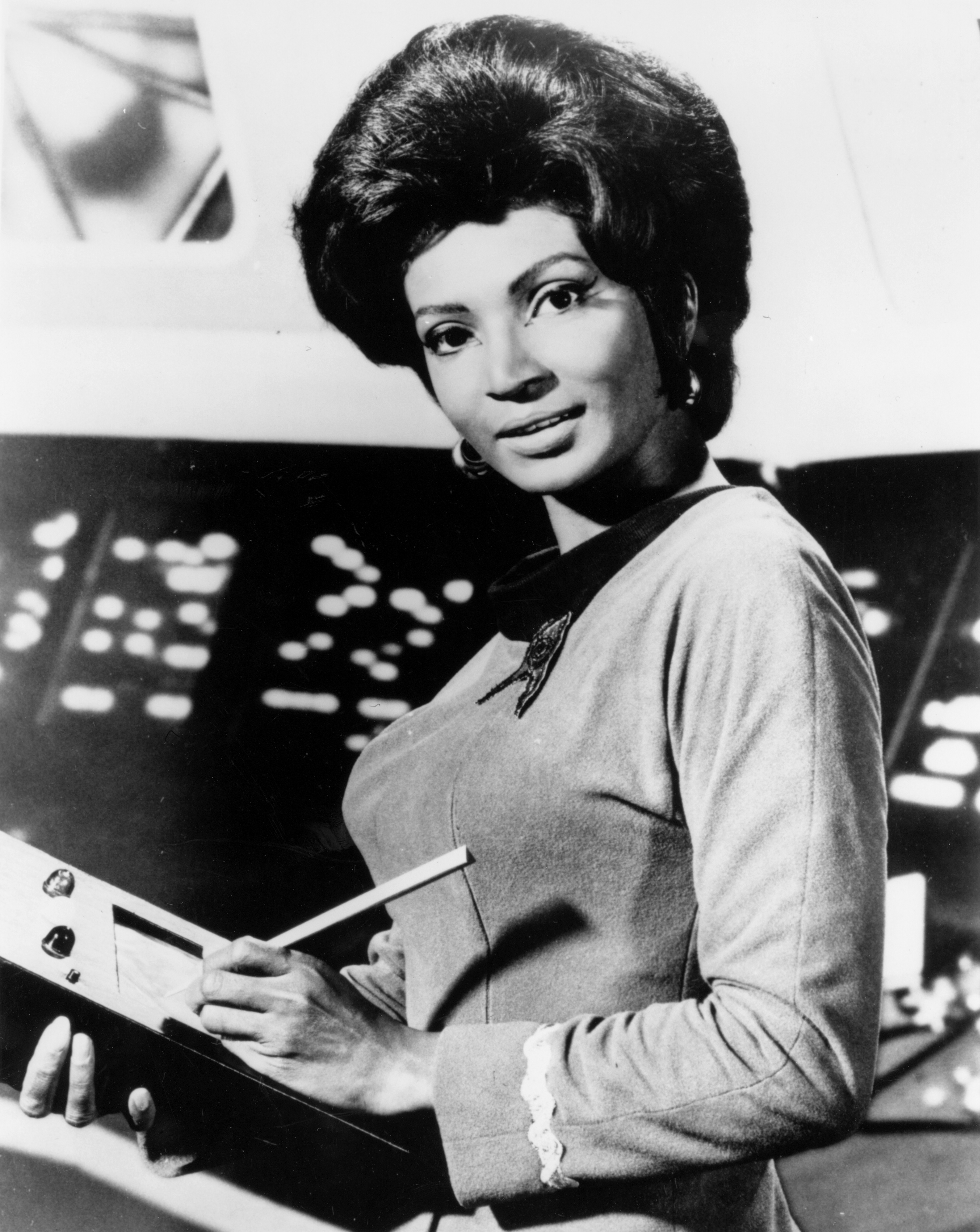
L'actrice Nichelle Nichols jouant le rôle du lieutenant Nyota Uhura dans la série télévisée Star Trek.

Mae Carole Jemison est née à Decatur, dans l'Alabama, le 17 octobre 1956. Elle est la plus jeune des trois enfants de Charlie, un charpentier, et Dorothy Jemison (née Green), une institutrice,. Sa famille emménage à Chicago, dans l'Illinois, quand Jemison avait trois ans, afin de profiter de meilleures possibilités d'éducation,. La famille réside notamment dans le quartier de Woodlawn puis de Morgan Park. Jemison aime la science et les arts et souhaite étudier la science et un jour aller dans l'espace. La série télévisée Star Trek et en particulier la représentation du lieutenant Nyota Uhura par l'actrice afro-américaine Nichelle Nichols dans celle-ci, attise encore son intérêt pour l'espace.
Jemison aime étudier la nature et la physiologie humaine, utilisant ses observations pour en apprendre davantage sur la science. Bien que sa mère encourage sa curiosité et que ses deux parents soutiennent son intérêt pour les sciences, elle ne constate pas toujours le même soutien de ses professeurs. Quand Jemison indique à une institutrice de maternelle qu'elle veut être scientifique lorsqu'elle sera adulte, l'enseignante suppose qu'elle voulait dire qu'elle voulait être infirmière. Le manque de femmes astronautes pendant les missions du programme Apollo frustre également Jemison. Elle s'est souvenue plus tard : « tout le monde était ravi de l'espace, mais je me souviens avoir été vraiment très irritée qu'il n'y avait pas de femmes astronautes ».
Jemison commence à étudier le ballet à l'âge de huit ou neuf ans et commence ses études secondaires à onze ans, où elle rejoint l'équipe de cheerleading et le club de danse moderne. Jemison a un grand amour pour la danse dès son plus jeune âge puisqu'elle aspire à devenir danseuse professionnelle. Elle apprend plusieurs styles de danse, notamment africaines et japonaises, ainsi que le ballet, le jazz et la danse moderne. À l'âge de quatorze ans, elle est auditionnée pour le rôle principal de Maria dans la comédie musicale West Side Story mais n'obtient pas ce rôle principal et est choisie comme simple danseuse.
Après ses études secondaires à la Morgan Park High School (en) de Chicago, elle est acceptée en 1973 à l'université Stanford, alors qu'elle n'a que seize ans,. Elle en sort en 1977 avec un Bachelor of Science en génie chimique et un Bachelor of Arts en études en africanisme et en African-American studies. Il y a très peu d'autres étudiants afro-américains dans les classes de Jemison et elle continue à subir de la discrimination de la part de ses professeurs. Dans un entretien accordé au Des Moines Register en 2008, Jemison déclare qu'il est difficile d'aller à Stanford à seize ans mais que son « arrogance juvénile » l'a peut-être aidée. Elle ajoute qu'une certaine arrogance est nécessaire pour que les femmes et les minorités réussissent dans une « société dominée par les hommes blancs ».
À Stanford, Jemison sert en tant que représentante de l'Union des étudiants noirs (Black Students Union), une organisation étudiante politique. Elle chorégraphie également une production musicale et de danse appelée Out of the Shadows. Au cours de sa dernière année à l'université, elle a du mal à choisir entre aller à l'école de médecine ou poursuivre une carrière de danseuse professionnelle après l'obtention de son diplôme. À Stanford, elle poursuit également des études liées à son intérêt d'enfance pour l'espace et envisage de postuler à la NASA.

### Carrière médicale
Jemison étudie au Weill Medical College de l'université Cornell et pendant sa formation, voyage à Cuba pour mener une étude financée par l'American Medical Student Association (en) (AMSA) et en Thaïlande où elle travaille dans un camp de réfugiés cambodgiens. Elle travaille également pour les Flying Doctors of America (en) en Afrique de l'Est. Pendant ses années à Cornell, Jemison continue à étudier la danse en s'inscrivant à des cours au Alvin Ailey American Dance Theater. Après l'obtention de son diplôme en médecine en 1981, elle est interne en 1982 au LAC+USC Medical Center (en), le centre médical du comté de Los Angeles, et travaille comme médecin généraliste pour le groupe médical Ross-Loos (en).
Jemison rejoint le personnel du Corps de la paix en 1983 et sert en tant que médecin jusqu'en 1985. Elle est  responsable de la santé des volontaires du Corps servant au Liberia et en Sierra Leone. Jemison a supervisé la pharmacie, le laboratoire et le personnel médical du Corps, ainsi que la fourniture de soins médicaux, la rédaction de manuels d'auto-traitements et l'élaboration et la mise en œuvre de directives sur les questions de santé et de sécurité. Elle travaille également avec les Centres pour le contrôle et la prévention des maladies (CDC) en aidant à la recherche de divers vaccins.

### Carrière astronautique

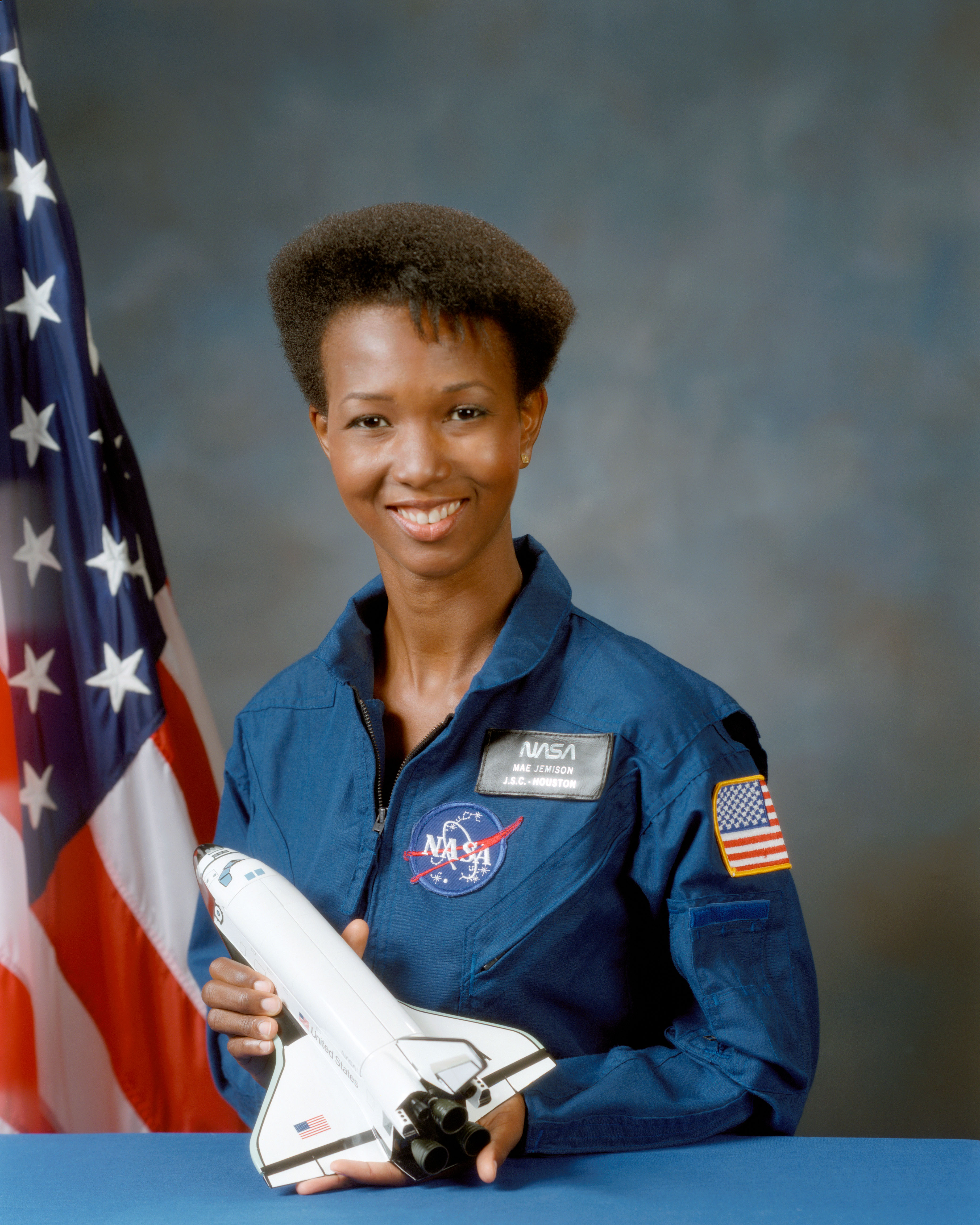
Portrait officiel de Mae Jemison lors de sa sélection à la NASA en 1987.

#### Sélection à la NASA
De retour aux États-Unis après avoir servi dans le Corps de la paix, Jemison s'installe à Los Angeles, en Californie. Là, elle suit des cours d'ingénierie avancée. En 1983, les vols de Sally Ride — troisième femme à être allée dans l'espace mais surtout première américaine — et Guion Bluford — premier Afro-Américain à être allé dans l'espace — incitent Jemison à postuler pour devenir astronaute.
Jemison postule pour la première fois au programme de formation des astronautes de la National Aeronautics and Space Administration (NASA) en octobre 1985, mais la NASA reporte la sélection des nouveaux candidats après l'accident de la navette spatiale Challenger en 1986. Jemison présente une nouvelle candidature en 1987, et est sélectionnée parmi environ 2 000 candidats pour être l'une des quinze nouveaux astronautes de la NASA. Ce groupe d'astronautes 12 est donc le premier groupe sélectionné après la destruction de Challenger. L'organe de presse Associated Press (AP) communique sur le profil de Jemison en tant que « première astronaute noire » en 1987.

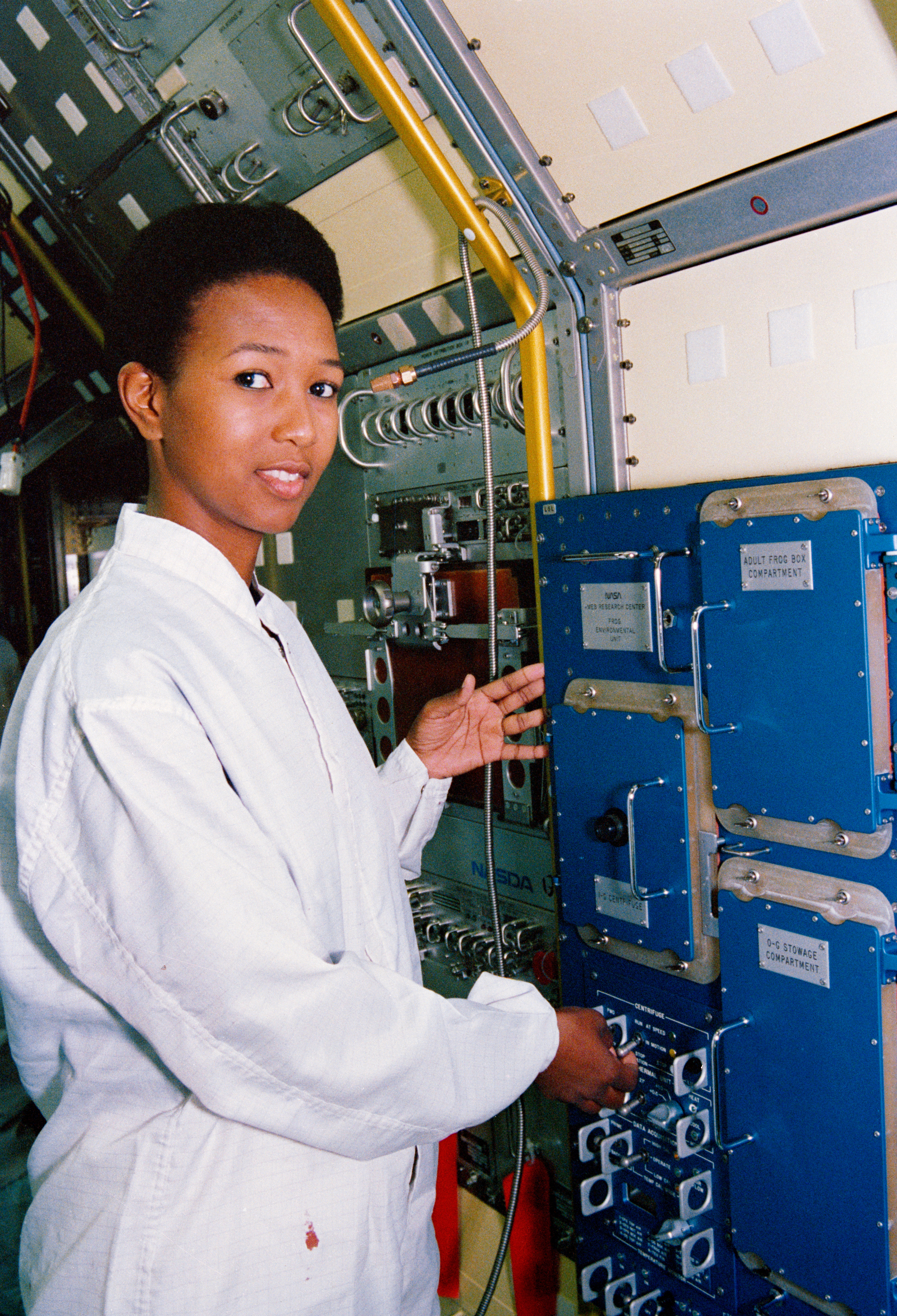
Mae Jemison au Centre spatial Kennedy en janvier 1992.

Le travail de Jemison avec la NASA avant son vol orbital comprend des activités de soutien aux lancement d'autres missions au Centre spatial Kennedy en Floride et la vérification du logiciel informatique de la navette spatiale au Shuttle Avionics Integration Laboratory (en) (SAIL). Le 28 septembre 1989, elle est sélectionnée pour rejoindre l'équipage du STS-47 en tant que 4e spécialiste de mission et est désignée également spécialiste de mission scientifique, un nouveau rôle d'astronaute expérimenté par la NASA pour se concentrer sur les expériences scientifiques.

#### STS-47
Jemison effectue sa seule mission spatiale, STS-47, du 12 au 20 septembre 1992. Il s'agit d'une mission de coopération entre les États-Unis et le Japon, ainsi que la 50e mission du programme de la navette spatiale américaine. Jemison passe 190 heures, 30 minutes, 23 secondes dans l'espace et orbite autour de la Terre 127 fois. L'équipage est divisé en deux équipes avec Jemison étant affectée à l'équipe bleue. Tout au long de la mission de huit jours, elle commence à communiquer sur son quart de travail avec la phrase Hailing frequencies open («  Fréquences d'appel ouvertes »), une citation de Star Trek. Jemison emmène plusieurs objets symboliques avec elle sur le vol, comme une affiche du Alvin Ailey American Dance Theater,  une statuette originaire d'Afrique de l'Ouest et une photographie de l'aviatrice Bessie Coleman, la première Afro-Américaine à avoir un brevet de pilote d'avion.

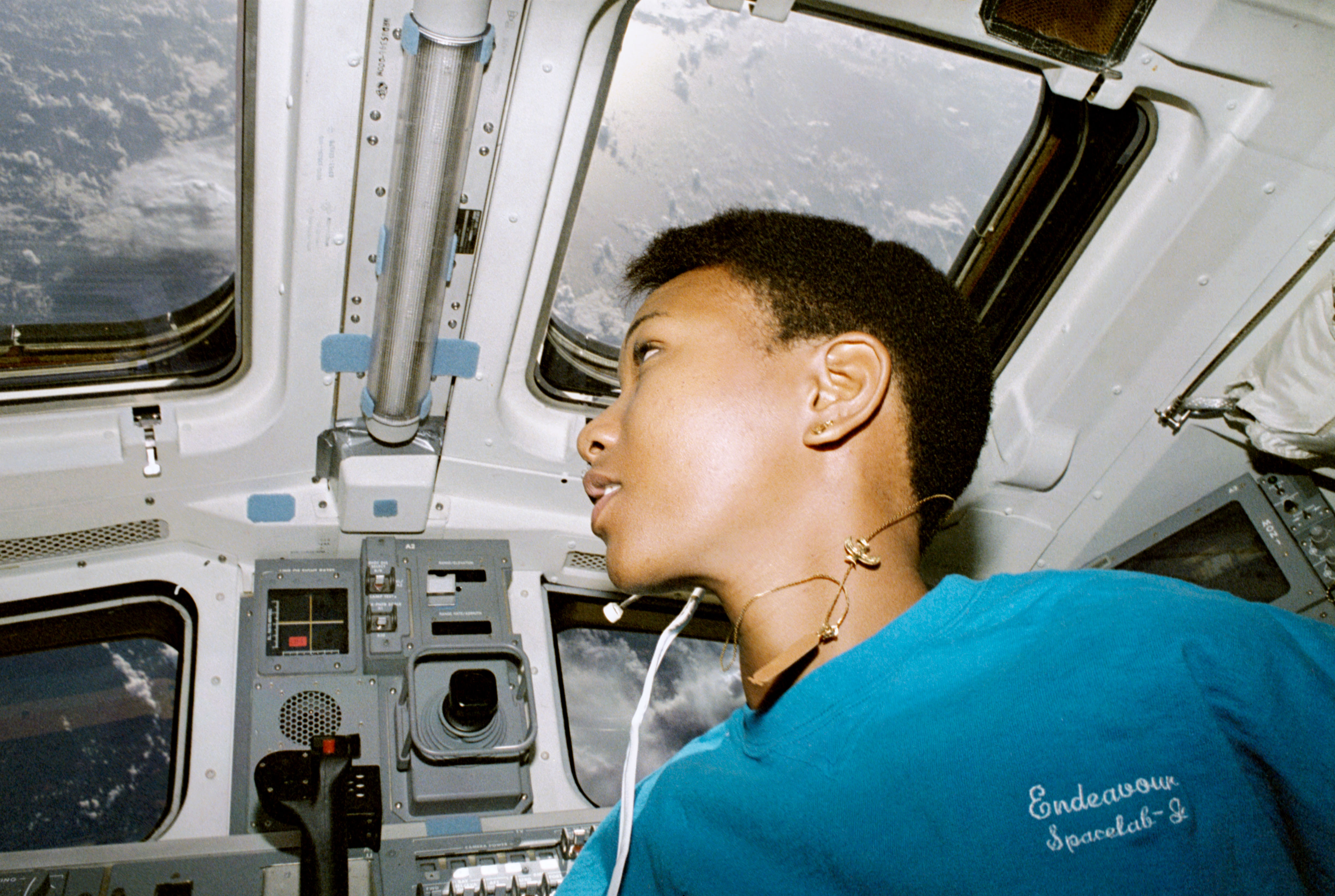
Mae Jemison aux hublots du poste de pilotage arrière lors de la mission STS-47 en 1992.

La mission STS-47 transporte le module Spacelab Japan. C'est une mission de coopération avec le Japon qui comprend 43 expériences japonaises et américaines sur les sciences de la vie et le traitement des matériaux. Jemison et l'astronaute japonais Mamoru Mōri sont formés à l'utilisation de l'Autogenic Feedback Training Exercise (AFTE), une technique développée par Patricia S. Cowings (en) qui utilise le biofeedback et le training autogène pour aider les patients à surveiller et à contrôler leur physiologie comme traitement possible du mal des transports, de l'anxiété et des troubles liés au stress.
À bord du module Spacelab Japan, Jemison teste le Fluid Therapy System de la NASA, c'est-à-dire un ensemble de procédures et d'équipements pour produire de l'eau d'assez bonne qualité pour être injectée, développée par la Sterimatics Corporation. Elle utilise ensuite des perfusions intraveineuses et une méthode pour mélanger, développée par Baxter Healthcare, afin d'utiliser l'eau produite précédemment pour produire une solution physiologique dans l'espace. Jemison est également co-investigatrice de deux expériences de recherche sur les cellules osseuses. Une autre expérience à laquelle elle participe consiste à inciter les grenouilles femelles à ovuler, à féconder les œufs, puis à voir comment les têtards se développent en apesanteur.

Photographies de la mission STS-47 et de Mae Jemison
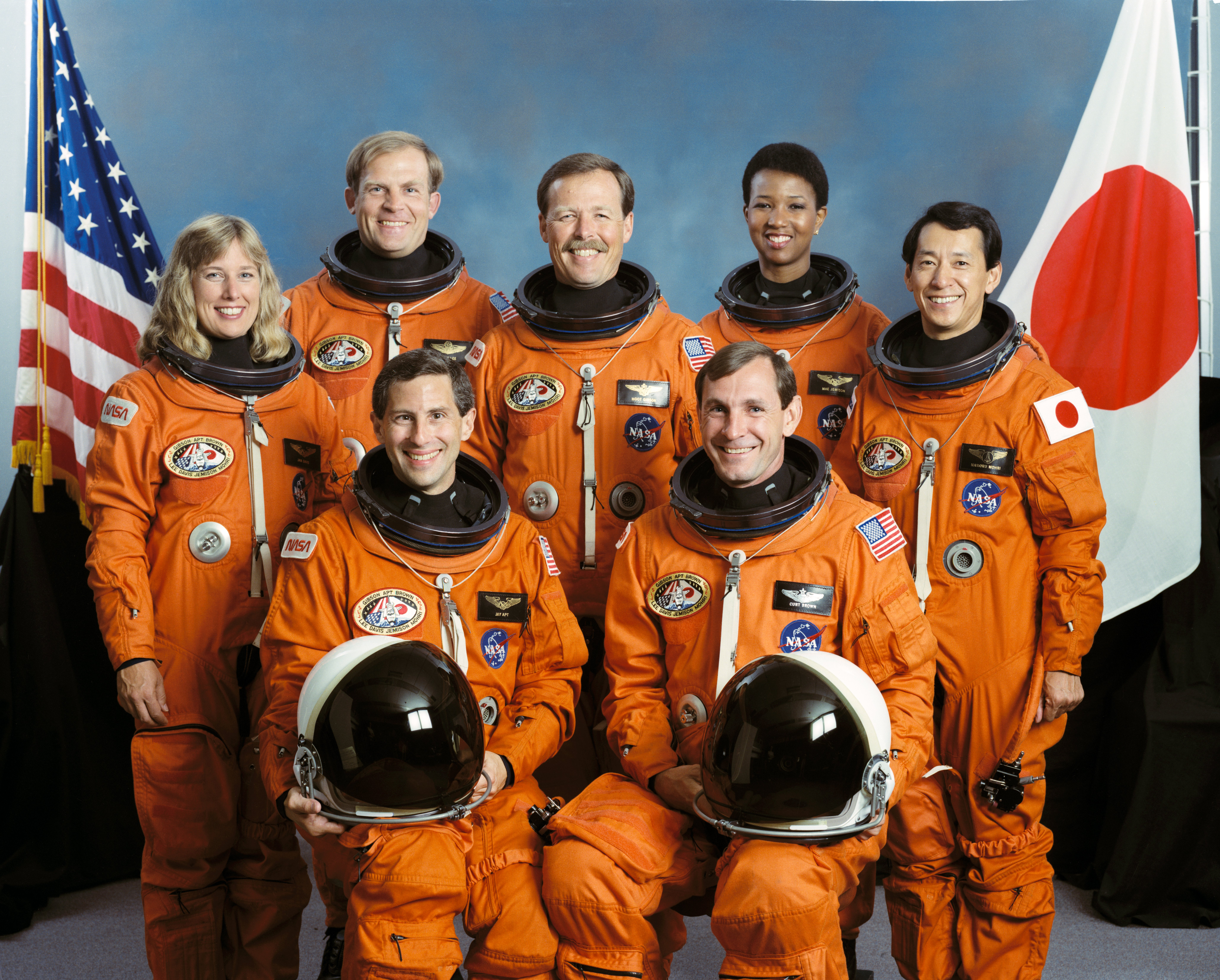
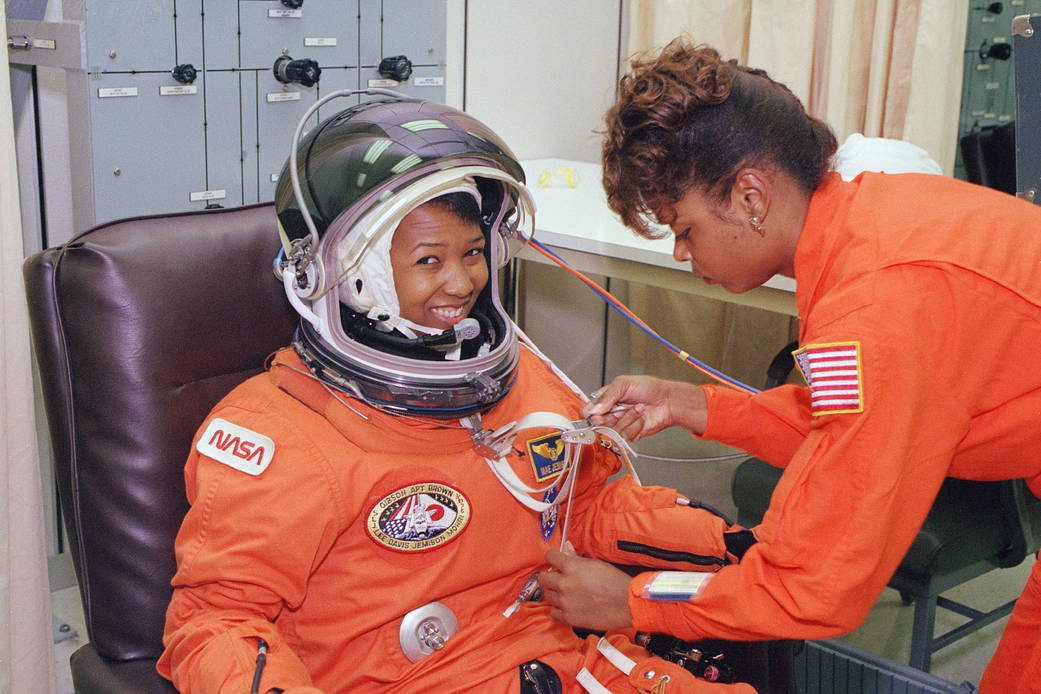
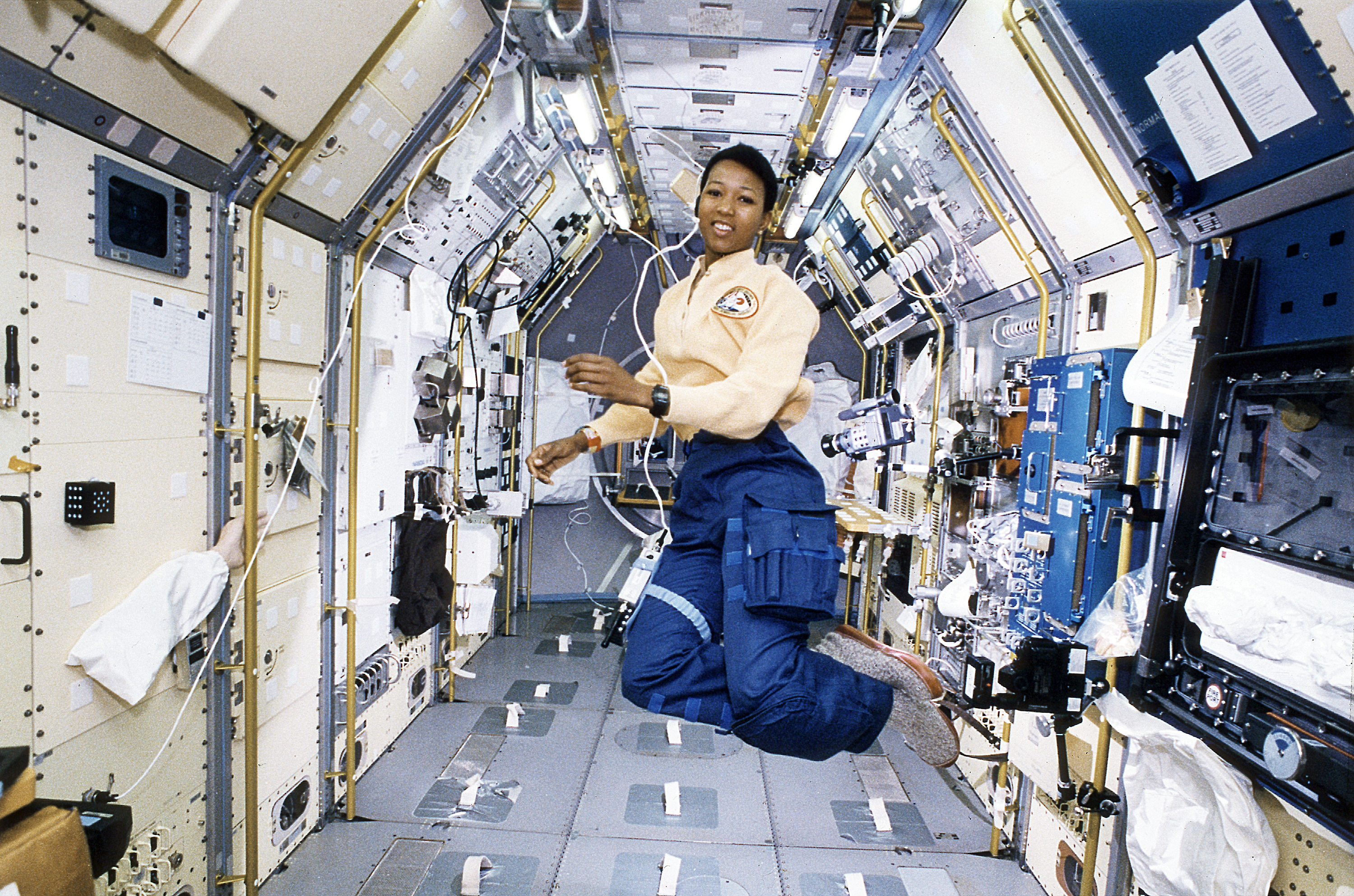
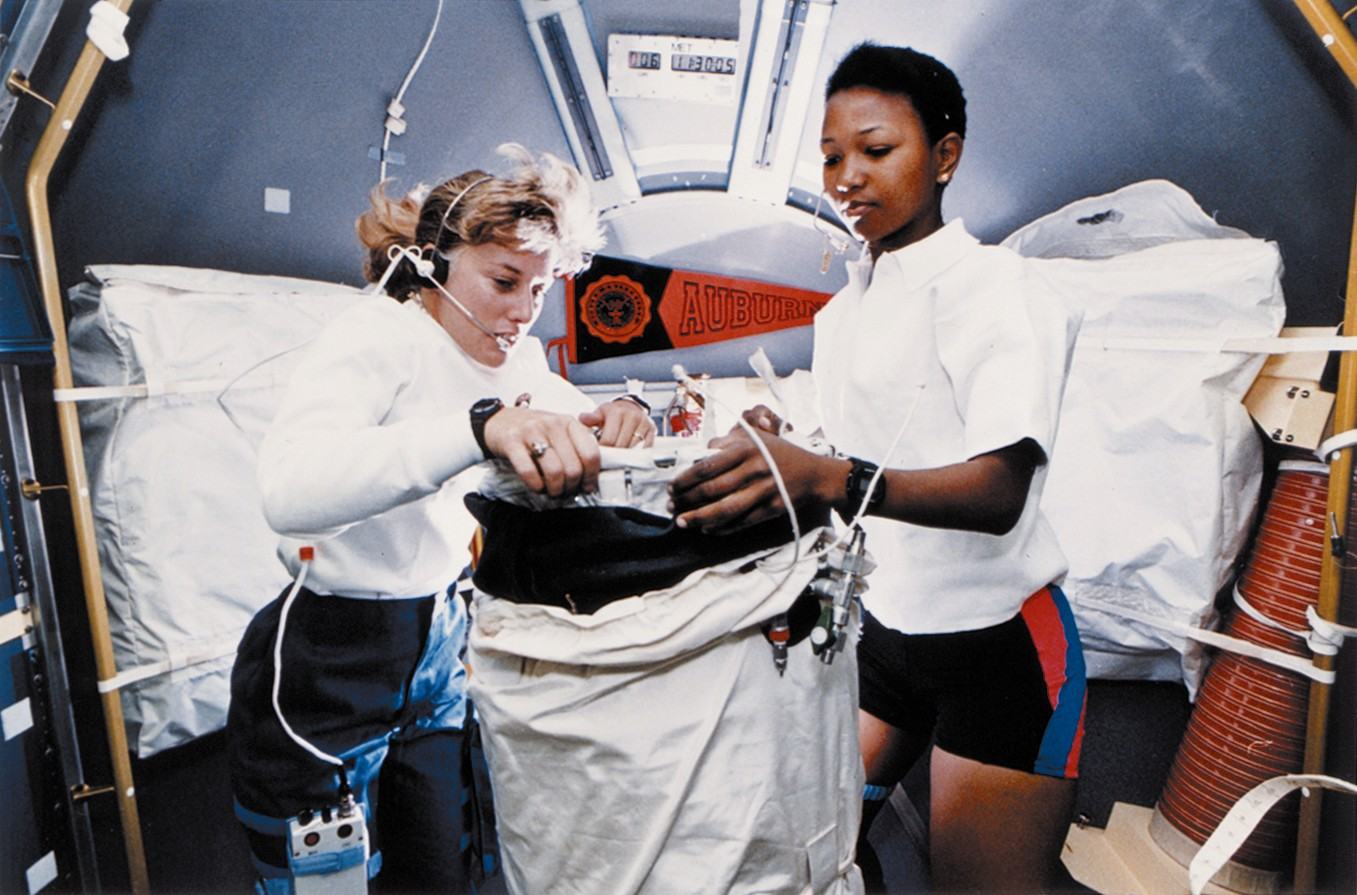
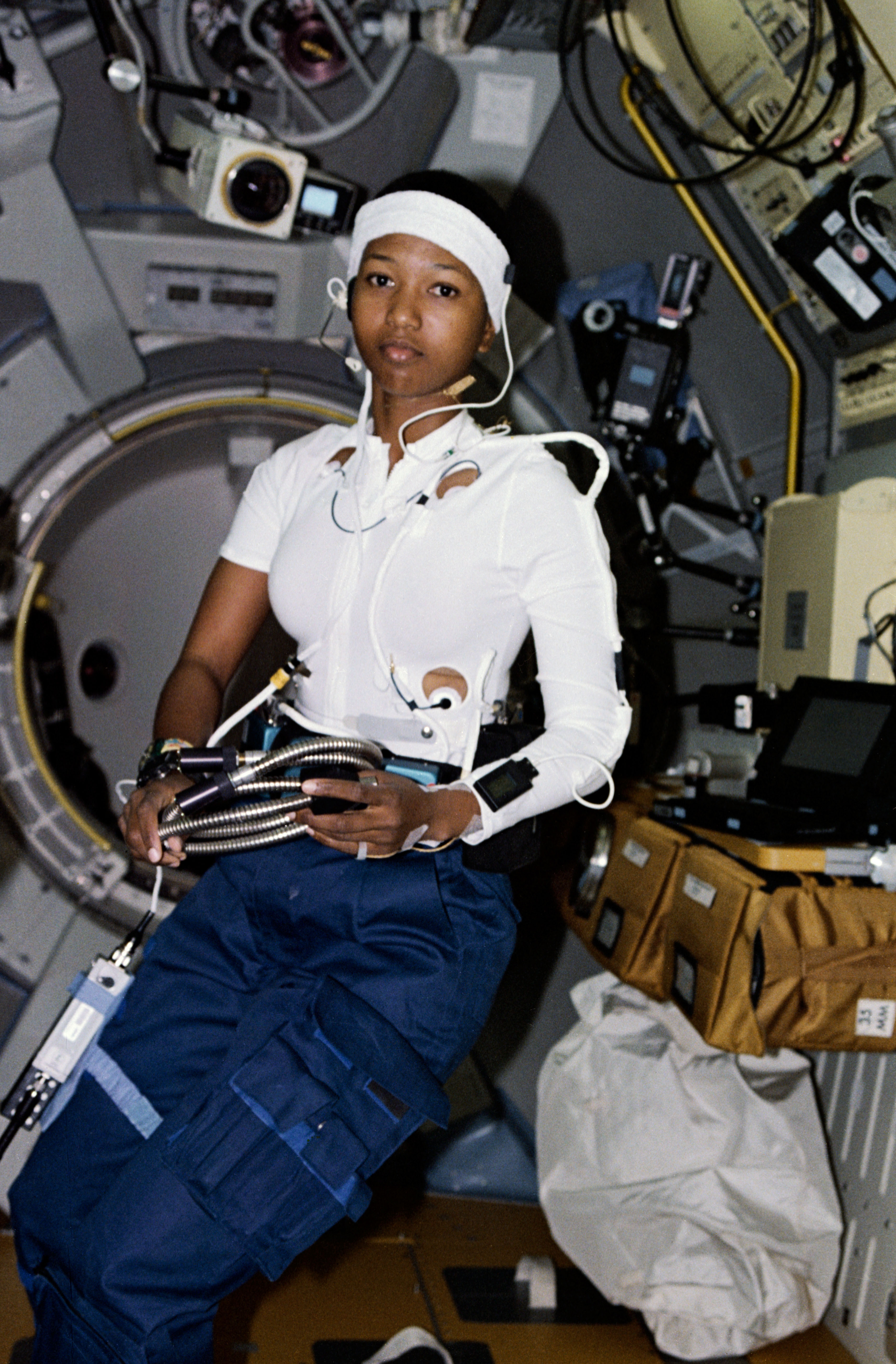

#### Départ de la NASA
Après son retour sur Terre, Jemison démissionne de la NASA en mars 1993 avec l'intention de créer sa propre entreprise. Le directeur de la formation de la NASA qui avait formé Jemison pour son vol, Homer Hickam, exprime plus tard un certain regret de son départ. Des spécialistes de mission du groupe d'astronautes 12, Mae Jemison sera la moins utilisée avec une seule mission, en comparaison avec Thomas Akers ou Gregory J. Harbaugh qui, par exemple, ont réalisé quatre missions chacun dans le programme de la navette spatiale américaine.

### Après la NASA

#### Professorat et investissement associatif
Jemison siège au conseil d'administration de la World Sickle Cell Foundation de 1990 à 1992. En 1993, elle fonde The Jemison Group Inc., une société de conseil qui considère l'impact socioculturel des progrès technologiques et de leur design. Jemison fonde également la Dorothy Jemison Foundation for Excellence en l'honneur de sa mère. L'un des projets de la fondation est The Earth We Share (« La Terre que nous partageons »), un camp scientifique pour étudiants âgés de douze à seize ans. Fondé en 1994, des camps ont eu lieu au Dartmouth College, à la Colorado School of Mines, au Choate Rosemary Hall et à d'autres sites de aux États-Unis, ainsi qu'à l'échelle internationale en Afrique du Sud, en Tunisie et en Suisse. La fondation parraine également d'autres événements et programmes, notamment le concours de rédaction Shaping the World, le programme de sondage qui vise à obtenir les opinions des étudiants Listening to the Future, le forum de discussion en ligne sur l'espace et la science Earth Online et le gala Reality Leads Fantasy Gala.
Jemison est professeur d'études environnementales au Dartmouth College de 1995 à 2002 où elle dirige le Jemison Institute for Advancing Technology in Developing Countries, un institut promouvant la technologie dans les pays en développement. En 1999, elle devient également professeur à l'université Cornell. Jemison continue de plaider fermement en faveur de l'enseignement des sciences et de susciter l'intérêt pour les sciences des étudiants issus de minorités. Elle est membre de diverses organisations scientifiques, telles que l'Association médicale américaine (AMA), l'American Chemical Society (ACS), l'Association des explorateurs de l'espace (ASE) et l'Association américaine pour l'avancement des sciences (AAAS).
En 1999, Jemison fonde BioSentient Corp et obtient la licence pour commercialiser l'AFTE, la technique qu'elle et Mohri ont testée sur eux-mêmes pendant la mission STS-47.
En 2012, Jemison est sélectionnée pour le projet 100 Year Starship (en) financé par la Defense Advanced Research Projects Agency (DARPA) par le biais de la Dorothy Jemison Foundation for Excellence. Une subvention de 500 000 $ est allouée pour poursuivre les travaux et Jemison dirige le projet.
En 2018, elle collabore avec Bayer Crop Science (une filiale de Bayer) et le Conseil national des 4-H pour l'initiative intitulée Science Matters qui vise à encourager les jeunes enfants à comprendre et à poursuivre les sciences agricoles.

#### Rédaction de livres

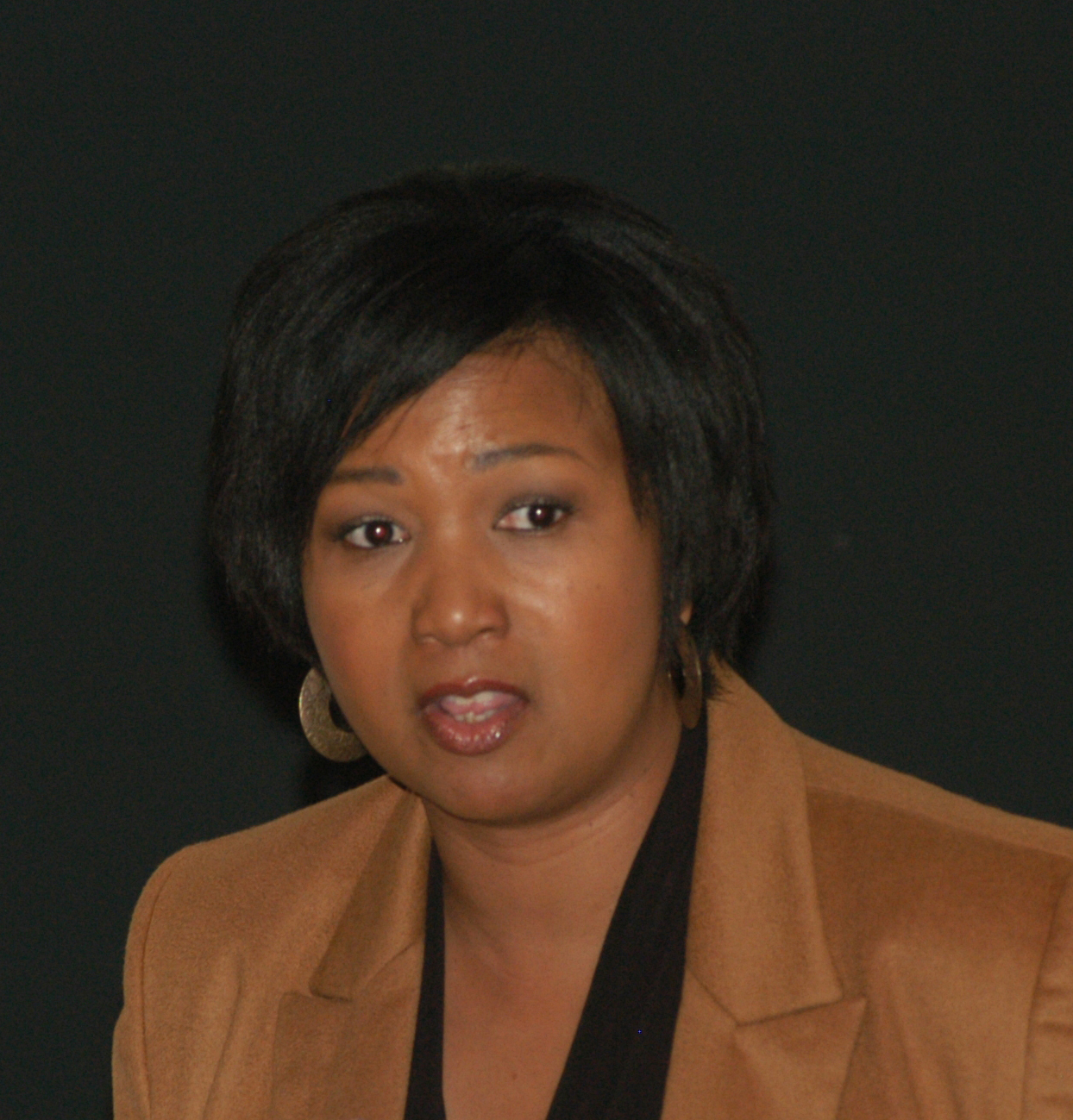
Mae Jemison en 2009.

Le premier livre de Jemison, Find Where the Wind Goes (2001), est un mémoire de sa vie écrit pour les enfants. Elle décrit son enfance, son temps à Stanford, dans le Corps de la Paix et en tant qu'astronaute. La revue littéraire américaine School Library Journal trouve que les histoires sur sa vie antérieure sont les plus attrayantes tandis que Book Report révèle que l'autobiographie donne une vision réaliste de ses interactions avec ses professeurs, dont le traitement n'était pas basé sur son intelligence mais sur des stéréotypes de femme de couleur.
Sa série de quatre livres A True Book pour enfants publiée en 2013 est co-écrite avec Dana Meachen Rau. Chaque livre de la série pose le défi de « trouver la vérité » avec des réponses à des questions vraies ou fausses à la fin des histoires. Le School Library Journal trouve la série réussie mais critique l'inclusion de quelques théories dépassées en physique et en astronomie.

#### Notoriété publique
Lorsque LeVar Burton, un acteur jouant dans la série Star Trek : La Nouvelle Génération, apprend que Jemison est une fervente fan de Star Trek, il lui demande si elle est intéressée à participer à la série télévisée. En 1993, Jemison apparait donc comme lieutenant Palmer dans l'épisode Second Chances. Elle devient ainsi la première « vraie » astronaute à apparaître dans l'une des séries de cet univers de fiction.
Jemison intervient régulièrement comme conférencière afin de promouvoir la science et la technologie. Elle indique que « le fait d'avoir été astronaute [lui] donne une [écoute] » mais qu'elle ne souhaite pas limiter ses interventions au seul domaine astronautique. Jemison utilise donc sa notoriété pour notamment dénoncer l'écart de qualité des soins de santé entre les États-Unis et le tiers monde. Jemison apparaît également en tant qu'hôte et consultante technique de la série scientifique World of Wonder qui a été diffusée sur Discovery Channel de 1994 à 1998.

En 2006, Jemison participe à African American Lives (en), une mini-série télévisée PBS animée par Henry Louis Gates, qui retrace l'histoire de la famille de huit Afro-Américains célèbres en utilisant des recherches historiques et des techniques génétiques. Jemison y découvre à sa grande surprise qu'elle est à 13 % d'Asie de l'Est dans sa constitution génétique. Elle apprend également que certains de ses ancêtres paternels sont identifiés comme des esclaves dans une plantation du comté de Talladega, en Alabama.
Jemison participe au défilé de mode Red Dress Heart Truth, portant des vêtements de la collection de Lyn Devon (en), pendant la New York Fashion Week de 2007 pour aider à collecter des fonds pour lutter contre les maladies cardiaques. En mai de la même année, elle fait le discours de remise des diplômes et seulement la 11e personne en 52 ans d'histoire du Harvey Mudd College (en) à recevoir un doctorat honorifique en ingénierie.
Le 17 février 2008, Jemison est une conférencière invitée pour le centenaire de la société universitaire Alpha Kappa Alpha (AKA), la première sororité créée par des étudiantes afro-américaines. Jemison, membre honoraire de l'AKA, avait rendu hommage à Alpha Kappa Alpha en portant la bannière de la sororité avec elle sur son vol spatial. Sa combinaison spatiale fait d'ailleurs partie de l'exposition nationale itinérante du centenaire de la sororité.
Jemison participe avec la Première dame des États-Unis Michelle Obama à un forum pour les « filles prometteuses » dans les écoles publiques de Washington en mars 2009.
En 2014, Jemison apparait également à l'université de Wayne State pour leur déjeuner annuel d'hommage à Martin Luther King.
Elle participe à la série de conférences de l'université d'État du Michigan, Slavery to Freedom: An American Odyssey, en février 2017. En mai 2017, elle prononce le discours d'ouverture à l'université Rice. Elle intervient également à l'université de l'Ouest du Michigan en mai 2017.
En 2017, l'entreprise de jouet Lego sort l'ensemble Women of NASA (« Femmes de la NASA »), avec des figurines de Jemison, Margaret Hamilton, Sally Ride et Nancy Roman. Le Google Doodle du 8 mars 2019 pour la Journée internationale des femmes met en avant une déclaration de Jemison : « Ne soyez jamais limité par l'imagination limitée des autres. »

## Filmographie notable
- 1993 : Star Trek : La Nouvelle Génération : lieutenant Palmer (épisode Second Chances (en))[12]
- 1995 : Susan B. Anthony Slept Here : elle-même[12]
- 1996 : Star Trek: 30 Years and Beyond : elle-même[12]
- 2005 : How William Shatner Changed the World (en) : elle-même[12]
- 2006 : African American Lives (en) (quatre épisodes) : elle-même[12]
- 2011 : No Gravity : elle-même[12]
- 2016 : The Real : elle-même[12]

## Prix et distinctions

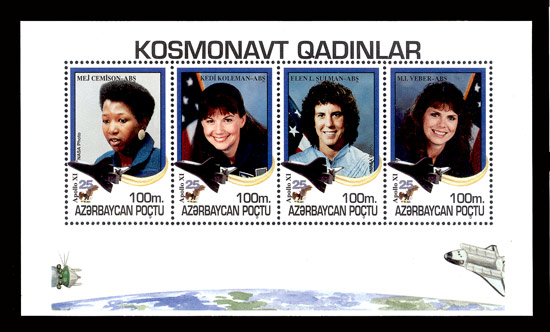
Série de timbres d'Azerbaïdjan consacrée à des femmes astronautes ayant participé au programme de la navette spatiale américaine. Les autres femmes de cet ensemble sont Catherine Coleman, Ellen S. Baker et Mary Weber.

- 1988 Essence Science and Technology Award
- 1990 Gamma Sigma Femme de l'année
- 1991 McCall's Les 10 femmes des années 1990
- 1991 Pumpkin Magazine's (mensuel japonais) Une des femmes du siècle à venir
- 1992 Johnson Publications Black Achievement Trailblazers Award
- 1993 : National Women's Hall of Fame[13]
- 1993 Ebony Une des 50 femmes les plus influentes
- 1993 Kilby Science Award
- 1993 Montgomery Fellow, Dartmouth
- 1993 People magazine's "50 Most Beautiful and sexy People in the World"
- 1993 Turner Trumpet Award
- 1997 Musée d'histoire de Chicago "Making History Award" Distinction en science medecine et technologie
- 2002 : classée parmi les 100 Greatest African Americans (Molefi Kete Asante)[14].
- 2002 : Lauréate du Temple de la renommée des femmes du Texas.
- 2003 : Intrepid Award by the National Organization for girls[15]
- 2004 International Space Hall of Fame
- NASA Space Flight Medal Médaille de l'espace de la NASA
- 2005 The National Audubon Society, Rachel Carson Award
- 2021 : L'astéroïde (97512) Jemison a été nommé en son honneur le 27 janvier 2021, dans la Minor Planet Circular no 128944[16].

Institutions
- 1992 Mae C. Jemison Science and Space Museum, Wilbur Wright College (en), Musée à Chicago, Illinois
- 1992 Mae C. Jemison Academy, collège alternatif de Detroit, Michigan
- 2001 Mae Jemison School, école primaire à Hazel Crest (Illinois)
- 2007 Bluford Drew Jemison STEM Academy, école publique à Baltimore, Maryland

Doctor honoris causa
- 1991 Docteur es-lettres, Winston-Salem College, Winston-Salem, North Carolina
- 1991 Docteur es-science, Lincoln College, Pennsylvania
- 2000 Docteur es humanité, Princeton University[17]
- 2005 Docteur es sciences, Wilson College (en)[18]
- 2006 Docteur es-sciences, Dartmouth College[19]
- 2007 Docteur es ingénierie, Harvey Mudd College (en)[20]
- 2007 Docteur es ingénierie, Rensselaer Polytechnic Institute[21]
- 2008 Docteur es humanités, DePaul University
- 2009 Docteur es ingénierie, Polytechnic Institute of NYU